# Угор (річка)
Угор — річка в Україні, у Куликівському й Чернігівському районах Чернігівської області. Ліва притока Десни (басейн Дніпра).

## Опис
Довжина річки приблизно 40 км.

## Притоки
- Ржавець, Коренівка (ліві).

## Розташування
Бере початок у Горбовому. Тече переважно на південний захід і на північному заході від Количівки впадає у річку Десну, ліву притоку Дніпра.
Населені пункти вздовж берегової смуги: Уборки, Виблі, Піски, Підгірне, Єньків, Анисів.
Річку перетинає автомобільна дорога Р67

## Цікавий факт
- У XIX столітті річка Ржавець брала початок у Анисові Янівської волості Чернігівського повіту Чернігівської губернії.
- Від річки Ржавець залишилося лише декілька окремих ділянок довжиною приблизно 2 км.